# François Bourbotte
Pour les articles homonymes, voir Bourbotte.
François, Désiré Bourbotte est un footballeur international français né le 24 février 1913 à Loison-sous-Lens (Pas-de-Calais) et mort le 15 décembre 1972 à Beaurains. Il s'est marié le 04/03/1933 avec Marie Leclercq. Son père meurt au combat en 1915 pendant la Première Guerre Mondiale. 
Il était arrière central ou milieu défensif au SC Fives puis au Lille OSC. Il fut notamment sélectionné pour disputer la Coupe du monde 1938.

## Biographie

### Carrière de joueur

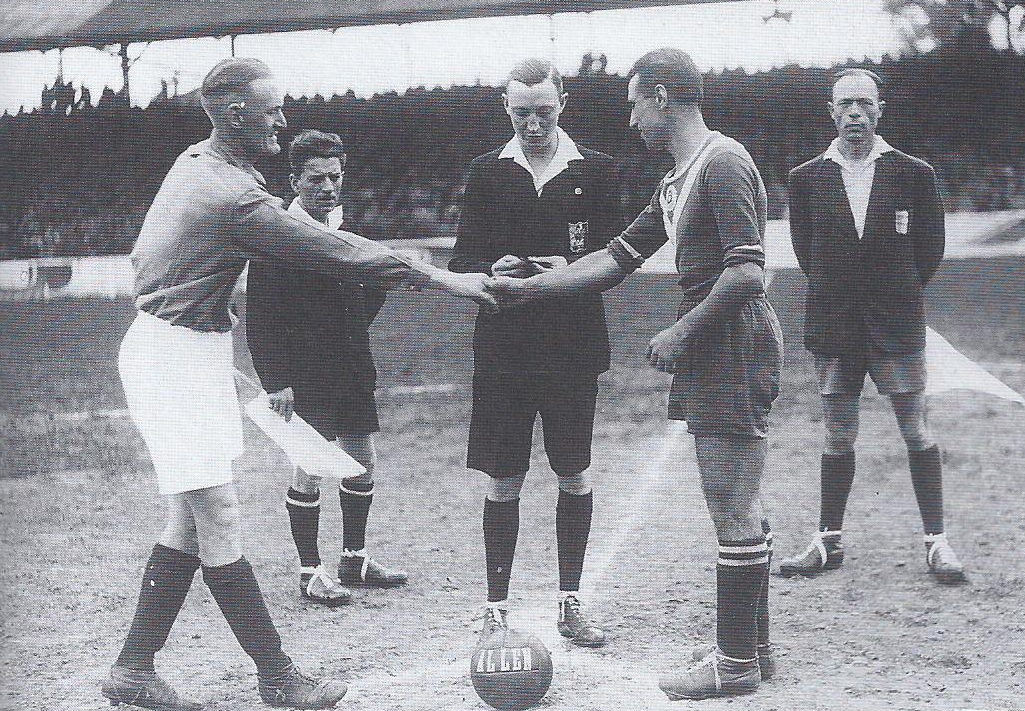
Bourbotte (SC Fives, à gauche) avant la finale de la Coupe de France 1941.

François Bourbotte est né à Loison-sous-Lens, dans le bassin minier du Nord-Pas-de-Calais. Il y fait ses premiers pas de footballeur à l'ES Bully-les-Mines. Ses talents sont repérés et il rejoint le SC Fives en 1936. Le club venait de terminer vice-champion de France deux ans plus tôt.
Sur les pelouses du stade Jules-Lemaire, il devient un joueur cadre de l'équipe de Louis Henno. Dès 1937, il connaît sa première sélection en Équipe de France et fait partie du groupe qui dispute la Coupe du monde 1938. 
Il comptera dix-sept sélections en bleu jusqu'en 1942.
Le 25 mai 1941, il est le capitaine de son équipe lors de la finale interzones de la Coupe de France face aux Girondins ASP. Au stade de Paris, son équipe est défaite 2-0. Avec 181 apparitions sous le maillot du SC Fives, il est le joueur le plus capé de l'histoire du club.
Aux lendemains de la Seconde Guerre mondiale, le SC Fives fusionne avec son voisin l'Olympique lillois et forme le Lille Olympique Sporting Club, dont François Bourbotte deviendra le capitaine.
En Championnat de France de football 1945-1946, son équipe décroche le premier titre de champion de la France réunifiée. La même année, à Colombes, il soulève également la coupe de France après une victoire contre le Red Star (4-2).
À 33 ans, il accompagne une jeune génération qui dominera les années 1940 et le début des années 1950. En 1947, son successeur Jules Bigot portera le brassard à son tour et soulèvera lui aussi la coupe de France.

### Carrière d'entraîneur
Après sa carrière de joueur, François Bourbotte rejoint la côte d'Opale et devient l'entraîneur de l'US Boulogne en Division d'Honneur, de 1950 à 1956.

### Palmarès de joueur
- Champion de France en 1946 avec le Lille OSC
- Vainqueur de la Coupe de France en 1946 avec le Lille OSC
- Finaliste de la Coupe de France en 1941 avec le SC Fives et en 1945 avec le Lille OSC
- International A de 1937 à 1942 (17 sélections)

## Postérité

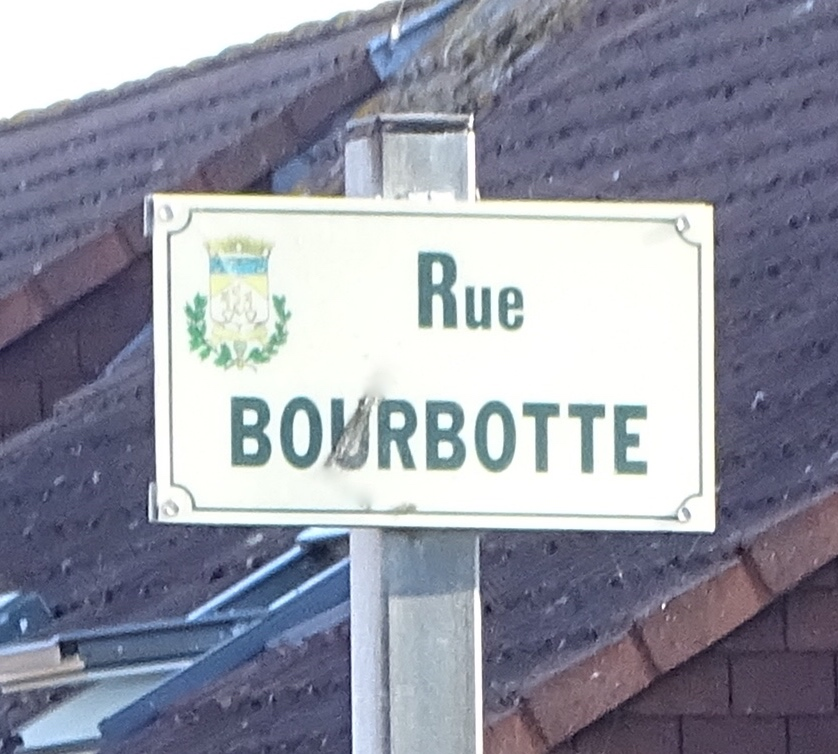
Rue Bourbotte, à Loison-sous-Lens.

Inspiré par le « Bâton de Nasazzi » qui se transmet pour les équipes nationales, un trophée virtuel a été inventé pour le championnat de France de football. Créé en 2008, le Bâton de Bourbotte porte le nom du capitaine lillois qui, rétrospectivement, en a été le premier détenteur. 
Il s'agit là d'une sorte de témoin qui se transmet à chaque fois que l'équipe détentrice est battue par une autre, depuis le premier titre de champion de France d'après-guerre.
Une rue de la commune de Loison-sous-Lens, ainsi que le stade de Beaurains portent le nom de François Bourbotte.